# Adriano Garsia
Adriano Mario Garsia (Tunisi, 20 agosto 1928 – San Diego, 6 ottobre 2024) è stato un matematico italiano naturalizzato statunitense, noto per i suoi importanti contributi alla combinatoria, alla teoria delle rappresentazioni e alla geometria algebrica.

## Biografia
Studiò alla Stanford University e nel 1957 ottenne un PhD presentando una dissertazione dal titolo On Surfaces with a Rectilinear Geodesic Circle preparata sotto la supervisione di Charles Loewner.  
Garsia ha dato molti profondi contributi alla teoria delle rappresentazioni, alle funzioni simmetriche e alla combinatoria algebrica; su questi campi ha esercitato una rilevante influenza e ha aperto nuovi sottocampi. In particolare, è famosa la sua congettura n!, questione che ha aperto nuovi punti di vista sulla teoria delle rappresentazioni.
Insegnò all'Università della California a San Diego.

## Opere di Adriano Garsia
- Adriano M. Garsia (1973):  Martingale inequalities: Seminar notes on recent progress. Mathematics Lecture Notes Series. W. A. Benjamin, Inc., Reading, Mass.-London-Amsterdam.
- Adriano M. Garsia (1970): Topics in almost everywhere convergence. Lectures in Advanced Mathematics, 4 Markham Publishing Co., Chicago, Ill.
- Adriano M. Garsia, Marc Haiman: Orbit Harmonics and Graded Representations, Research Monograph in corso di pubblicazione come parte della collezione pubblicata dal Laboratoire de Combinatoire et Informatique Mathématique, curato da S. Brlek, Université du Québec à Montréal.